# Cophixalus infacetus
Espèce
Statut de conservation UICN

 LC  : Préoccupation mineure
Cophixalus infacetus est une espèce d'amphibiens de la famille des Microhylidae.

## Répartition
Cette espèce est endémique de l'Est du Queensland en Australie.

## Publication originale
- Zweifel, 1985 : Australian Frogs of the family Microhylidae. Bulletin of the American Museum of Natural History, vol. 182, p. 265-388 (texte intégral).